# Liste des titres musicaux numéro un aux États-Unis en 1998
Cette page liste les titres musicaux ayant le plus de succès au cours de l'année 1998 aux États-Unis d'après le magazine Billboard.

## Historique
| Date         | Artiste(s)             | Titre                                                            | Référence |
| ------------ | ---------------------- | ---------------------------------------------------------------- | --------- |
| 3 janvier    | Elton John             | Something About The Way You Look Tonight/Candle in the Wind 1997 |           |
| 10 janvier   | Elton John             | Something About The Way You Look Tonight/Candle in the Wind 1997 |           |
| 17 janvier   | Savage Garden          | Truly Madly Deeply                                               |           |
| 24 janvier   | Savage Garden          | Truly Madly Deeply                                               |           |
| 31 janvier   | Janet Jackson          | Together Again                                                   |           |
| 7 février    | Janet Jackson          | Together Again                                                   |           |
| 14 février   | Usher                  | Nice & Slow                                                      |           |
| 21 février   | Usher                  | Nice & Slow                                                      |           |
| 28 février   | Céline Dion            | My Heart Will Go On                                              |           |
| 7 mars       | Céline Dion            | My Heart Will Go On                                              |           |
| 14 mars      | Will Smith             | Gettin' Jiggy wit It                                             |           |
| 21 mars      | Will Smith             | Gettin' Jiggy wit It                                             |           |
| 28 mars      | Will Smith             | Gettin' Jiggy wit It                                             |           |
| 4 avril      | K-Ci & JoJo            | All My Life                                                      |           |
| 11 avril     | K-Ci & JoJo            | All My Life                                                      |           |
| 18 avril     | K-Ci & JoJo            | All My Life                                                      |           |
| 25 avril     | Next                   | Too Close                                                        |           |
| 2 mai        | Next                   | Too Close                                                        |           |
| 9 mai        | Next                   | Too Close                                                        |           |
| 16 mai       | Next                   | Too Close                                                        |           |
| 23 mai       | Mariah Carey           | My All                                                           |           |
| 30 mai       | Next                   | Too Close                                                        |           |
| 6 juin       | Brandy & Monica        | The Boy Is Mine                                                  |           |
| 13 juin      | Brandy & Monica        | The Boy Is Mine                                                  |           |
| 20 juin      | Brandy & Monica        | The Boy Is Mine                                                  |           |
| 27 juin      | Brandy & Monica        | The Boy Is Mine                                                  |           |
| 4 juillet    | Brandy & Monica        | The Boy Is Mine                                                  |           |
| 11 juillet   | Brandy & Monica        | The Boy Is Mine                                                  |           |
| 18 juillet   | Brandy & Monica        | The Boy Is Mine                                                  |           |
| 25 juillet   | Brandy & Monica        | The Boy Is Mine                                                  |           |
| 1er août     | Brandy & Monica        | The Boy Is Mine                                                  |           |
| 8 août       | Brandy & Monica        | The Boy Is Mine                                                  |           |
| 15 août      | Brandy & Monica        | The Boy Is Mine                                                  |           |
| 22 août      | Brandy & Monica        | The Boy Is Mine                                                  |           |
| 29 août      | Brandy & Monica        | The Boy Is Mine                                                  |           |
| 5 septembre  | Aerosmith              | I Don't Want to Miss a Thing                                     |           |
| 12 septembre | Aerosmith              | I Don't Want to Miss a Thing                                     |           |
| 19 septembre | Aerosmith              | I Don't Want to Miss a Thing                                     |           |
| 26 septembre | Aerosmith              | I Don't Want to Miss a Thing                                     |           |
| 3 octobre    | Monica                 | The First Night                                                  |           |
| 10 octobre   | Monica                 | The First Night                                                  |           |
| 17 octobre   | Barenaked Ladies       | One Week                                                         |           |
| 24 octobre   | Monica                 | The First Night                                                  |           |
| 31 octobre   | Monica                 | The First Night                                                  |           |
| 7 novembre   | Monica                 | The First Night                                                  |           |
| 14 novembre  | Lauryn Hill            | Doo Wop (That Thing)                                             |           |
| 21 novembre  | Lauryn Hill            | Doo Wop (That Thing)                                             |           |
| 28 novembre  | Divine                 | Lately                                                           |           |
| 5 décembre   | R. Kelly & Céline Dion | I'm Your Angel                                                   |           |
| 12 décembre  | R. Kelly & Céline Dion | I'm Your Angel                                                   |           |
| 19 décembre  | R. Kelly & Céline Dion | I'm Your Angel                                                   |           |
| 26 décembre  | R. Kelly & Céline Dion | I'm Your Angel                                                   |           |